# 鯨井式ラーメン
鯨井式ラーメン（くじらいしきラーメン、朝鮮語: 쿠지라이식 라멘）は、大韓民国（韓国）で流行するインスタントラーメン（袋麺）のアレンジ調理レシピ。2024年には商品化もされた。

## 概要
韓国ではインスタント麺消費量が多く、2021年の時点では1年間・1人あたりで79.7個と世界1位である。そのため、インスタントラーメン、特に袋麵を使用したレシピも多数存在するのだが、鯨井式ラーメンもそんなアレンジレシピの1つである。

## 調理例
1. フライパンで少なめの水を沸かして袋麺を茹でる[1]。
2. 麺がほぐれたら、付属のスープを半分ほど入れて混ぜる[1]。
3. 汁気がなくなったら、麺を空けてスペースをつくり、鶏卵を割り入れてフタをし、弱火で1分間蒸す[1]。

鶏卵の黄身を割って麺に馴染ませてから食する。
ネギ、チーズ、ゴマなどを加えても良い。また、袋麺の銘柄に指定はない。

## 発祥
「鯨井」とは、日本の漫画『木曜日のフルット』（石黒正数）の登場人物「鯨井 早菜（くじらい さな）」のことで、コミックス1巻（2010年発売）に収録された話にズボラレシピの1つ鯨井風汁なし麺（くじらいふうしるなしめん）として登場している。
韓国でこのレシピを再現したYouTubeのレシピ動画は2019年には433万回再生、2022年時点では1000万再生回数のものもある。
2019年7月には漫画作者の石黒正数もレシピ動画が多数つくられていることを知ることになる。

## 製品化
2024年6月に、韓国の大手コンビニエンスストアのGS25が「鯨井式ラーメン」を製品し、販売を行った。製品パッケージのイラストは石黒正数が新たに描き下ろしている。なお、漫画『木曜日のフルット』は「鯨井式ラーメン」が商品化された時点では、正式な韓国語版の漫画は発売されていない。